# Hippelates saundersi
Hippelates saundersi är en tvåvingeart som beskrevs av Kumm 1936. Hippelates saundersi ingår i släktet Hippelates och familjen fritflugor. Inga underarter finns listade i Catalogue of Life.